# Melinda Shankar
Pour les articles homonymes, voir Shankar.
Melinda Shankar (18 février 1992, Ottawa, Canada) est une actrice indo-canadienne. Elle a joué notamment dans la série Degrassi : La Nouvelle Génération. Mais on a pu aussi la voir dans le film Harriet l'espionne : La Guerre des Blogs.
Sa famille est originaire du Guyana, où Melinda Shankar est retournée en 2010 pour tourner un nouveau film, Festival of Lights.

## Filmographie

### Séries télévisées
- Degrassi : La Nouvelle Génération : Alli Bhandari
- Indie à tout prix : Indie Mehta
- Slasher : Les coupables : Talvinder Gill

### Téléfilms
- 2010 : Harriet l'espionne : La Guerre des Blogs : Jenni
- 2017 : Christmas Wedding Planner (en) (Mariage sous la neige) : Une demoiselle d'honneur envieuse